# زين الدين الآثاري
زين الدين الآثاري (765 - 828 ه‍ / 1364 - 1425 م) أديب شاعر من أهل القرن التاسع الهجري.
هو شعبان بن محمد بن داود الموصلي، المعروف بالآثاري. ولد بالموصل، وتنقل في البلدان، وتلقب بالآثاري لإقامته في أماكن الآثار النبوية، مدة. واستقر في القاهرة، وبها وفاته.
له مؤلفات منها: «لسان العرب في علوم الأدب» وألفية في النحو، سماها «كفاية الغلام» وأرجوزة في النحو أيضا، سماها «الحلاوة السكرية».